# Eliška Cílková
Eliška Cílková (* 24. března 1987 Praha) je česká hudební skladatelka. V roce 2016 získala cenu Czech Press Photo Video Feature 2016 za hudební dokument, a ve stejném roce i cenu z mezinárodní skladatelské soutěže Musica Nova.

## Biografie
Hře na klavír a kompozici se věnovala již od dětství a po maturitě na přírodovědném gymnáziu pokračovala na Konzervatoři Jaroslava Ježka studiem dirigování a skladby.
V letech 2009–2012 studovala kompozici na Vysoké škole múzických umění v Bratislavě. Na přelomu roku 2010/2011 absolvovala půlroční studijní stáž na Universität für Musik und darstellende Kunst ve Vídni, kde se věnovala hudbě pro média a skladbě pod vedením prof. Reinhard Kargera. Účastnila se také mezinárodních skladatelských kurzů Liszt The Progressive v Eisenstadtu (prof. Tibor Nemeth) a mezinárodních skladatelských kurzů pro skladatele a perkusionisty v Trstěnicích. V 2014 zakončila titulem MgA. magisterský stupeň studia Skladby na AMU v Praze (doc. Hanuš Bartoň). Jako skladatelka byla pozvána na mezinárodní hudební konferenci do polské Varšavy, kde složila jednu z částí Svity Národů Evropy, další působením bylo také Art Symposium v rakouském Oslipu, jehož výsledná expozice a společný koncert skladatelů bude v Theatro La Fenice v Benátkách. V roce 2014 začala působit na katedře skladby Columbia University v New Yorku, kde se stala stipendistkou Fulbrightova programu.

## Tvorba
V letech 2012 – 2016 se věnovala zvukové krajině zóny. Autorské projekty Sounds of Chernobyl Zone, Pripyat Piano anebo kompozice Zóna, zahrnovaly multimediální výstavy, sonické kompozice a také dokumentární hudební kompilaci. (Pripyat Piano, MATHKA 2013).
Mezi její skladatelské portfolio okrajově patří i hudba filmová. (あとむか/Genpatsu – režie L. Hashimoto, Lighta – režie Andrej Gregorčok a další) i hudba jiných žánrů (jazzově laděné album písní pro dětské hráče: 4 skladby pro housle a klavír, vydalo Amos edito roku 2010 v notové podobě). Její skladby již zazněly na českých i světových festivalech (festival Athena, Next wave, Soozvuk, Orfeus, Bezručova Opava) a byly vydané na CD, LP i v tištěné notové podobě (Amos editio: 4 skladby pro housle a klavír).
Eliška Cílková je držitelkou ceny AHUV za rok 2015 a skladbu pro komorní obsazení. Získala také ocenění Czech Press Photo Video Feature 2016 a Musica Nova 2016. Žije se svou rodinou v Praze.

## Ocenění
- 2017: Skladatelská soutěž Dvořákovo Příbramsko
- 2016: Czech Press Photo Video Feature – hudební dokument
- 2016: Musica Nova
- 2015: AHUV Nejlepší česká skladba – vážná hudba (Skladatel do 30 let, Mezinárodní Skladatelská Soutěž Generace: Janáčkův Máj)
- 2013: 2. Znělka pro město Bruntál
- 2011: Věta pro velký symfonický orchestr, mezinárodní skladatelská soutěž Gramodeska